# Ворденкліф (вежа)
Вежа «Ворденкліф», також відома як «Вежа Тесли» (англ. Wardenclyffe Tower, Tesla Tower) — перша експериментальна безпровідна телекомунікаційна вежа, створена та споруджена за проєктом Ніколи Тесли протягом 1901–1902 років за сприяння підприємців Джеймса Вордена, на честь якого і була названа, та Джона П. Моргана, який профінансував проєкт.

## Розташування
Вежа була розташована у межах селища Шорехам на острові Лонг-Айленд у Нью-Йорку на території, яка до того перебувала у власності Джеймса Вордена.

## Історія
Вежа споруджена протягом 1901–1902 років за спільним проєктом Ніколи Тесли і Стенфорда Вайта та під інженерним наглядом самого Ніколи Тесли. Будівництво профінансував Джон Морган та ряд інших зацікавлених фінансистів, а місце для її розміщення надав Джеймс Ворден. Кошторис проєкту вежі та спеціальної лабораторії Тесли склав $150 000. 
Перші випробування на об'єкті здійснені 15 червня 1903 року. До 1906 року експлуатація вежі була практично припинена. У 1917 році вежу знесено, за однією із версій через можливість її застосування з метою шпигунської діяльності під час Першої світової війни. Найпоширенішою версією причини її знесення є покриття боргів Ніколи Тесли шляхом її продажу на металобрухт.

## Характеристика
В основу проєкту ввійшла дерев'яна вежа висотою 57 м із куполом діаметром 21 м. В основу купола лягло 55 т сталі та міді. Під вежею розташовувалася будівля лабораторії, у якій здійснювався контроль та управління роботою об'єкта.

## Значення
Вежа «Ворденкліф» є першим прототипом сучасних радіовеж. Шляхом експериментів, здійснених на ній, Нікола Тесла довів можливість передачі радіосигналу на великі відстані. Радіовежа стала першою на шляху комерціалізації телекомунікацій.